# Lorenzo Reyes
Lorenzo Enrique Reyes Vicencio (Talcahuano, 13 giugno 1991) è un calciatore cileno, centrocampista del Ñublense e della nazionale cilena.

## Carriera

### Club
Dopo aver giocato nelle giovanili dell'Huachipato, entra a far parte della prima squadra nella stagione 2008-2009, durante il campionato Clausura.

### Stagione 2008-2009
Nella sua prima stagione totalizza 15 presenze, realizzando anche un assist al compagno Ouinteros nella vittoria 2-0 contro La Serena.

### Stagione 2009-2010
Nella stagione seguente esordisce il 13 maggio, all'8ª giornata del campionato Apertura, nella partita pareggiata 1-1 in casa del San Felipe. Trova il primo assist stagionale il 31 luglio, nella partita vinta 1-4 contro il San Luis, al compagno Daúd Gazale. Il 9 dicembre esordisce anche in Copa Libertadores (Huachipato-Audax Italiano 2-1). Conclude la sua seconda stagione all'Huachipato con 18 presenze in campionato ed 1 in coppa.

### Stagione 2010-2011
La sua terza stagione inizia da titolare il 1º agosto, prima giornata del campionato Apertura, nel pareggio 1-1 in casa dell'UdeConce. Realizza il suo primo assist stagionale, terzo in carriera, il 24 febbraio, quinta giornata del campionato Clausura, nella vittoria interna per 3-1 nei confronti dell'Wanderers. Conclude la sua terza stagione vantando 27 presenze in campionato.

### Stagione 2011-2012
Esordisce il 29 gennaio, prima giornata del campionato Apertura, nella vittoria interna contro l'Wanderers (2-1). Conclude la stagione con 16 presenze in campionato.

### Nazionale
Nel 2011 Reyes comincia a far parte della Nazionale maggiore allenata da Claudio Borghi, ma non riesce a trovare spazio per la presenza di alcuni giocatori come Arturo Vidal e Jorge Valdivia. Esordisce in Nazionale il 22 dicembre 2011, all'età di 20 anni, all'Estadio la Portada di La Serena, nella vittoria 3-2 contro il Paraguay (tripletta decisiva di Sebastian Pinto). Gioca la sua seconda partita in nazionale nuovamente contro il Paraguay, stavolta venendo sconfitto in casa loro con il punteggio di 2-0.